# نهر سينكيانا
نهر سينكيانا هو نهر في وسط ليسوتو يرتفع في جبال مالوتي في شمال غرب البلاد، والتي تتدفق جنوبا لمسافة 120 كلم قبل أن ينضم إلى نهر سينك في جنوب غرب البلاد.